# Atherimorpha atrifemur
Atherimorpha atrifemur är en tvåvingeart som beskrevs av Malloch 1932. Atherimorpha atrifemur ingår i släktet Atherimorpha och familjen snäppflugor. Inga underarter finns listade i Catalogue of Life.